# Norbert Dürpisch
Norbert Dürpisch (Genthin, Saxònia-Anhalt, 29 de maig de 1952) va ser un ciclista amateur de l'Alemanya de l'Est que es dedicà al ciclisme en pista, especialment en la persecució. Del seu palmarès destaquen dos medalles d'or als Campionat del Món; una en persecució individual, i un altre en persecució per equips.

## Palmarès en pista
- 1976
  - Campió de la RDA en Persecució
- 1977
  -  Campió del món amateur en Persecució
  -  Campió del món en Persecució per equips (amb Gerald Mortag, Matthias Wiegand i Volker Winkler)
  - Campió de la RDA en Persecució
- 1978
  - Campió de la RDA en Persecució
  - Campió de la RDA en Persecució per equips

## Palmarès en ruta
- 1975
  - Vencedor de 2 etapes al Tour d'Algèria
- 1978
  - 1r a la Volta a Turíngia
  - Vencedor d'una etapa al Giro de les Regions